# Pablo Herrera Allepuz
Pablo Herrera Allepuz (ur. 29 czerwca 1982 w Castellón de la Plana) – hiszpański siatkarz plażowy, wicemistrz olimpijski 2004, dwukrotny mistrz Europy (2005 oraz 2013). W 2009 zdobył także brązowy medal mistrzostw Europy rozgrywanych w Soczi.

## Partnerzy
- Javier Bosma
- Raúl Mesa
- Adrián Gavira